# Catarina König
Catarina König, född 13 juni 1984, är en svensk matbloggare, TV-kock och kokboksförfattare som vann tävlingen Sveriges mästerkock år 2016. Hon gick även segrande ur all-star säsongen Decenniets mästerkock år 2020. Hon har författat fem kockböcker.